# Ak-Sug
L'Ak-Sug (in russo Ак-Суг?; nel corso superiore Ak-Chem) è un fiume della Siberia Occidentale, affluente di sinistra del fiume Chemčik (bacino dell'Enisej). Scorre nella Repubblica di Tuva. 
Il fiume scende dalle pendici del monte Kyzyl-Tajga e scorre in direzione sud-orientale, poi orientale.  La sua lunghezza è di 160 km, l'area del bacino è di 3 170 km². Sfocia nel fiume Chemčik a 99 km dalla foce. Ci sono 82 laghi nel suo bacino.